# Filip Bundović
Filip Bundović (Zagreb,  16. veljače 1994.) hrvatski je košarkaš. Igra na mjestu krilnog centra.
Kao član hrvatske kadetske reprezentacije koja je 2009. osvojila naslov europskog prvaka, dobitnik je Nagradu Dražen Petrović u kategoriji momčad godine.
S juniorskom momčadi Cedevite osvojio je naslov hrvatskog prvaka, a u završnoj utakmici protiv Zagreb CO-a s ubačena 32 koša i 8 skokova proglašen je najkorisnijim igračem završnog turnira.
Nakon jedne sezone u hrvatskom prvoligašu Zaboku zajedno s Ivanom Siriščevićem iz Cibone odlazi u redove bundesligaša Mitteldeutschera.
Igrao je i za španjolski Movistar Estudiantes iz Madrida.
12. ožujka potpisao ugovor s Kosovskim prvakom KB Prishtina
U redovima KB Prishtina, on se pojavio u ukupno 14 utakmica u prosjeku: 25.7 minuta, 20.8 poena, 8.3 skokova, 2.4 asistencija, 0.8 blokada, 0,8 ukradenih lopti.